# Benhao (köpinghuvudort i Kina, Hainan Sheng, lat 18,62, long 109,93)
Benhao är en köpinghuvudort i Kina. Den ligger i provinsen Hainan, i den södra delen av landet, omkring 160 kilometer söder om provinshuvudstaden Haikou. Antalet invånare är 29 295. Befolkningen består av 13 131 kvinnor och 16 164 män. Barn under 15 år utgör 20,0 %, vuxna 15-64 år 73 %, och äldre över 65 år 6,0 %.
Runt Benhao är det tätbefolkat, med 411 invånare per kvadratkilometer. Benhao är det största samhället i trakten. Omgivningarna runt Benhao är en mosaik av jordbruksmark och naturlig växtlighet.
Genomsnittlig årsnederbörd är 2 305 millimeter. Den regnigaste månaden är juli, med i genomsnitt 380 mm nederbörd, och den torraste är januari, med 15 mm nederbörd.